# Hedwig Village
Hedwig Village – miasto w Stanach Zjednoczonych, w stanie Teksas, w hrabstwie Harris.